# Paper Province
Paper Province är ett världsledande företagskluster inom skoglig bioekonomi med säte i Karlstad. Verksamhet koncentreras kring samverkan runt marknadsföring, kompetensförsörjning, projektutveckling och regional tillväxt. Organisationen ägs och drivs av ca 90 medlemsföretag, från globala giganter till lokala leverantörer som representerar hela värdekedjan. 2014 bytte organisationen namn till Paper Province, från att dessförinnan hetat The Paper Province.

## Historik
Näringslivets historia i Värmland med omnejd är starkt präglat av regionens naturrikedomar. Här var man tidigt framgångsrik med att förädla skogen, och redan i mitten 1800-talet fanns mer än 50 pappers- och massabruk i området. Det lockade både kompetens och underleverantörer till regionen, och bidrog till att mycket av utvecklingen inom branschen skedde här. Fortfarande har mycket av den teknologi som används och installeras på pappers- och massabruk över hela världen sitt ursprung här.
I slutet av 1990-talet stod pappers- och massaindustrin inför en rad strukturella utmaningar. För att möta dessa bildade sju företag tillsammans med Karlstads kommun och andra offentliga aktörer klusterorganisationen Paper Province. Idag har antalet medlemsföretag växt till 123. Medlemsföretagen har mer än 9 000 medarbetare och omsätter drygt 17 miljarder kronor, varav 13,5 miljarder kronor bidrar till Sveriges exportnetto. Därmed utgör man en betydande del av regionens näringsliv med effekter för både den regionala och nationella ekonomin.

## Milstolpar
1999 etablerades klusterorganisationen The Paper Province.
2004 bildade The Paper Province ett oberoende kommersiellt FoU-center med pilotmaskin och tillhörande laboratorier: The Packaging Greenhouse. Hit vänder sig företag från hela världen för att testa nya produkter och tjänster inom förpackningsområdet. Forskningsresurserna i regionen förstärks av Karlstads universitet, Örebro universitet och sju näringslivsdriva FoU-center med fokus på papper och massa.
2007 lanserade The Paper Province världens första internationella center för energieffektivisering inom pappers- och massaindustrin: The Energy Square. Syftet är att underlätta processen att ta fram nya produkter och tjänster som minskar energianvändningen inom den globala pappers- och massaindustrin. Verksamheten har stark internationell prägel och sker bland annat i samarbete med China National Pulp & Paper Research Institute (CNPPRI).
2007 utnämndes The Paper Province till ett av Europas mest innovativa kluster i en undersökning av mer än 2 100 europeiska kluster. Undersökningen gjordes av European Cluster Observatory som arbetar på uppdrag av Europeiska kommissionen.
2010 utsågs The Paper Province till "Ett kluster i världsklass av European Cluster Observatory och hamnade på 100-listan över de bästa klustren i världen.
2013 utsågs The Paper Province av Innovationsmyndigheten Vinnova till Vinnväxtvinnare för sin satsning att utveckla en storskalig demonstrator för skoglig bioekonomi. Vinnova beviljade The Paper Province stöd på cirka 65 miljoner under tio år, som tillsammans med regional medfinansiering ger organisationen cirka 130 miljoner kronor till satsningen. Pengarna ska användas till forskning, utveckling och kommersialisering av nya skogsindustriella produkter och tjänster, men också till att öka effektiviteten i basindustrin och det värmländska innovationssystemet.
2014 Organisationen tog bort "The" och bytte namn till Paper Province.[källa behövs]
2018 erhöll Paper Province ECEI Gold Label “Excel in Cluster Excellence", och recertiferades 2020 för Gold Label.

## Samverkan
Paper Province samverkar med en mängd viktiga partners för att bland annat behålla och stärka pappers- och massaindustrins och regionens konkurrenskraft. Förutom medlemsföretagen omfattas bland annat universitet och en rad olika offentliga aktörer, till exempel kommuner, Region Värmland, VINNOVA och Tillväxtverket.
Region Värmland har sedan fyra år[när?] låtit mäta vilka effekter Paper Province har för medlemsföretagen. Den senaste mätningen visar att företagen upplever att deras medverkan leder till ökad samverkan, nya produkter och tjänster, ökad försäljning och fler jobb.